# 郭天叙
郭天叙（14世纪—1355年），定远（今安徽省定远县）人，元朝末年红巾军将领，郭子兴之子。
元顺帝至正十五年（1355年）春，其父郭子兴去世。郭天叙率领其父部下归附红巾军的首领韩宋小明王韩林儿，被任命为都元帅，淮河流域抗元形势恶化，郭天叙随副元帅朱元璋南渡长江攻打江南。当年九月，郭天叙和其舅张天祐率兵攻打集庆路（今江苏省南京市），被歸降復叛的元朝义兵元帅陈埜先會同元將福壽合兵圍攻，陣前被殺，朱元璋藉機掌控郭子興所部，後續更以謀叛罪名斬殺其弟郭天爵，完全掌控軍隊。